# Leo (fumettista)
Leo, pseudonimo di Luiz Eduardo de Oliveira (Rio de Janeiro, 13 dicembre 1944), è un fumettista brasiliano.
È famoso principalmente per le serie Aldebaran e Betelgeuse, pubblicate in Italia dalla Eura Editoriale in volume nella collana Euramaster.

### Les Mondes d'Aldébaran
Editore Dargaud, testi e disegni Leo;
- Aldebaran
  1. La Catastrophe (1994)
  2. La Blonde (1995)
  3. La Photo (1996)
  4. Le Groupe (1997)
  5. La Créature (1998)

- Betelgeuse
  1. La Planète (2000)
  2. Les Survivants (2001)
  3. L'expédition (2002)
  4. Les Cavernes (2003)
  5. L'autre (2005)

- Antarès
  1. Episode 1 (2007)
  2. Episode 2 (2009)
  3. Episode 3 (2010)
  4. Episode 4 (2011)
  5. Episode 5 (2013)
  6. Episode 6 (2015)

- Les survivants
  1. Episode 1 (2011)
  2. Episode 2 (2012)
  3. Episode 3 (2014)
  4. Episode 4 (2016)
  5. Episode 5 (2017)

### Terres Lointaines
Editore Dargaud, testi Leo, disegni Frank Picard
1. Episode 1 (2009)
2. Episode 2 (2009)
3. Episode 3 (2010)
4. Episode 4 (2011)
5. Episode 5 (2012)